# Вадим Юсов
Вадим Иванович Юсов (на руски: Вади́м Ива́нович Юсов) (1929 – 2013) е руски (съветски) кинооператор.

## Биография
През 1954 г. завършва Всеруския държавен институт по кинематография „С. А. Герасимов“ (ВГИК). Същата година постъпва като асистент-оператор в киностудията „Мосфилм“. От 1957 г. е оператор-постановчик.
Първият му значим филм е „Валяк и цигулка“ на режисьора Андрей Тарковски. С последния го свързва тясно сътрудничество в продължение на много години. Юсов е главен оператор на прочутите филми на Тарковски „Иваново детство“, „Андрей Рубльов“ и „Соларис“.
Поради високия си професионализъм е търсен за сътрудничество от режисьори като Георгий Данеля и Сергей Бондарчук. Юсов е оператор на филма на българския режисьор Николай Корабов „Юлия Вревская“ и филма-експеримент на Никита Михалков „Анна: от 6 до 18“.
В 1979 г. получава званието „Народен артист на РСФСР“. В 1982 г. е удостоен с „Ленинска премия“. От 1979 завежда катедра по операторско майсторство във ВГИК.

## Филмография
- 1960 – „Валяк и цигулка“, режисьор Андрей Тарковски
- 1962 – „Иваново детство“, режисьор Андрей Тарковски
- 1963 – „Аз крача из Москва“, режисьор Георгий Данелия
- 1969 – „Не тъгувай!“, режисьор Георгий Данелия
- 1969 – „Андрей Рубльов“, режисьор Андрей Тарковски
- 1972 – „Съвсем пропаднал“, режисьор Георгий Данелия
- 1972 – „Соларис“, режисьор Андрей Тарковски
- 1975 – „Те се сражаваха за родината“, режисьор Сергей Бондарчук
- 1975 – „Чисто английско убийство“, режисьор Самсон Самсонов
- 1978 – „Юлия Вревска“, режисьор Никола Корабов
- 1982 – „Червените камбани, филм първи - Мексико в огън“, режисьор Сергей Бондарчук
- 1983 – „Червените камбани, филм втори - Аз видях раждането на новия свят“, режисьор Сергей Бондарчук
- 1986 – „Борис Годунов“, режисьор Сергей Бондарчук
- 1988 – „Черният монах“, режисьор Иван Дъйховичний
- 1990 – „Паспорт“, режисьор Георгий Данелия
- 1992 – „Разрив“, режисьор Иван Дъйховичний
- 1993 – „Анна: от 6 до 18“, режисьор Никита Михалков
- 2002 – „Копейка“, режисьор Иван Дъйховичний

## Награди и премии
- 1977 – Държавна премия на РСФСР „Братя Василеви“
- 1982 – Ленинска премия
- 1988 – приз в категорията „Най-добра операторска работа“ на Международния кинофестивал във Венеция (за филма „Черният монах“)
- 1991 – премия „Ника“ за „Най-добра операторска работа“ за филма „Паспорт“
- 1992 – премия „Ника“ за „Най-добра операторска работа“ за филма „Разрив“